# Rézbarna csiperke
A rézbarna csiperke (Agaricus cupreobrunneus) a csiperkefélék családjába tartozó, Európában és Új-Zélandon elterjedt, füves területeken, gyepeken élő, ehető gombafaj.

## Megjelenése
A rézbarna csiperke kalapja 5-7 cm széles, alakja kezdetben gömbölyded, majd domborúvá válik, idősen közel laposan kiterül. Színe fiatalon halvány borvöröses, később sötét bíborbarnás. Felszíne sugarasan rendezett, lenyomott pikkelyekre repedezik fel. 
Húsa kemény; színe fehéres, sérülésre enyhén vörösödik. Íze és szaga kellemesen csiperkeszerű.
Sűrű lemezei szabadon állnak. Színük fiatalon rózsaszínű, idősen sötétbarna. 
Tönkje 3-5 cm magas és 0,5-1,5 cm vastag. Alakja vaskos, lefelé vékonyodó, görbült lehet. Gallérja vékony, törékeny, hamar lekopik. Színe fehéres. A tönk felülete a gallér fölött sima; alatt néhány fehér, okkeres vagy barnás övecske lehet rajta. 
Spórapora sötétbarna. Spórája tojásdad, sima, mérete 7-9 x 4-5 µm.

### Hasonló fajok
A mezei csiperkéhez hasonlít, de annak kalapja fehéres, felszíne inkább selymesen szálas, esetleg pikkelyes.

## Elterjedése és termőhelye
Európában és Új-Zélandon honos. Magyarországon nem gyakori.
Füves területeken, gyepeken, mocsaras, hangafüves pusztán él. Szeptembertől novemberig terem. 
Ehető.  